# Hermann Sandbank
Hermann Sandbank (* 12. März 1917 in Dresden; † 15. März 1998 in Nürnberg) war ein deutscher Opernsänger.

## Leben und Wirken
Nach dem Musikstudium an der Hochschule für Musik in Leipzig wechselte er an die dortige Universität, um Germanistik und Musikwissenschaft zu studieren. 1945 debütierte er als Dr. Bartolo in Der Barbier von Sevilla von Gioacchino Rossini am Stadttheater Regensburg. 1947 ging er von Regensburg an das Opernhaus Nürnberg, wo er bis 1983 als Ensemblemitglied und bis etwa 1986 als Gast tätig war. Außerdem gab er ab 1950 Unterricht am dortigen Konservatorium.